# پیگمالیون (نمایشنامه)
پیگمالیون Pygmalion نمایشنامه‌ای است از جرج برنارد شاو که بارها از آن در تئاتر و سینما اقتباس شده است؛ از جمله تئاتر موزیکال بانوی زیبای من در سال ۱۹۵۶.

## داستان
چالش ادعای پروفسور هنری هیگینز زبانشناس با سرهنگ پیکرینگ بر سر اینکه او که می تواند یک دختر گل‌فروش با نام الیزا دولیتل را تنها با آموزش صحیح صحبت کردن، او را به عنوان یک دوشس (اشراف‌زاده) تحویل کند.

## نامگذاری
پیگمالیون نام  یکی از شخصیت‌های اساطیری یونانی است که عاشق یکی از مجسمه های ساخته‌ی خودش شد و سرانجام مجسمه به فرمان آفرودیت زنده شد.

## فیلم
از پیگمالیون آثار نمایشی بسیاری اقتباس و روی پرده تئاتر و موزیکال و سینما رفته است از جمله:
- پیگمالیون (۱۹۳۸)
- بانوی زیبای من (۱۹۶۴)
- افتتاحیه میستی بتهوون (۱۹۷۶)
- او همه‌چیزتمام است (۱۹۹۹)
- داف (۲۰۱۵)
- او همه چیز تمام است (۲۰۲۱)

## به فارسی
از مترجمان فارسی این نمایشنامه آرزو شجاعی را می‌توان نام برد.